# ميشيل هيرد
ميشيل هيرد (بالإنجليزية: Michelle Hurd)‏ هي ممثلة أمريكية، ولدت في 21 ديسمبر 1966 في نيويورك في الولايات المتحدة.

## أعمال

### أفلام
- (1999) قلوب عشوائية[5]

### مسلسلات
- الوحدة الخاصة للضحايا
- الكاذبات الصغيرات الجميلات
- ذا غود وايف
- ميامي
- عالم آخر
- فتاة النميمة
- فلاش فورورد
- نقطة عمياء
- هاواي فايف أو

## وصلات خارجية
- ميشيل هيرد على موقع IMDb (الإنجليزية)
- ميشيل هيرد على موقع ألو سيني (الفرنسية)
- ميشيل هيرد على موقع أول موفي (الإنجليزية)
- ميشيل هيرد على موقع قاعدة بيانات برودواي على الإنترنت (الإنجليزية)
- ميشيل هيرد على موقع إن إن دي بي (الإنجليزية)
- ميشيل هيرد على موقع قاعدة بيانات الفيلم (الإنجليزية)
- ميشيل هيرد على موقع كينوبويسك (الروسية)